# غول الحسين (الملاجم)

تعديل مصدري - تعديل

غول الحسين هي إحدى قرى عزلة ذى خير بمديرية الملاجم التابعة لمحافظة البيضاء، بلغ تعداد سكانها 261 نسمة حسب تعداد اليمن لعام 2004.